# Bahruz Samadov
Bahruz Samadov (in azero Bəhruz Səmədov; 29 aprile 1995) è un attivista azero.
Scrive regolarmente per OC Media e per il Baku Research Institute ed è noto per le sue dichiarazioni critiche rispetto al governo del proprio Paese e per la posizione pacifista rispetto al conflitto nel Nagorno Karabakh.

## Biografia
Samadov nel 2013 è entrato a far parte del Partito del Fronte Popolare dell'Azerbaigian. Durante le elezioni presidenziali del 2013 ha partecipato attivamente alla campagna del candidato del Consiglio Nazionale, Jamil Hasanli. Negli anni tra il 2013 e il 2020 è stato membro del Movimento civico Nida nato per promuovere la democrazia e il cambiamento sociale nel paese.
Bahruz Samadov ha pubblicato numerosi articoli di critica nei confronti del presidente dell'Azerbaigian İlham Əliyev, definendo il suo governo come autoritario. I suoi articoli sono stati pubblicati su OC Media, Eurasianet, openDemocracy, piattaforme di notizie indipendenti, Institute for War and Peace Reporting, Baku Research Institute e Istituto per gli studi di politica internazionale, nonché sulle riviste International Journal of Politics, New Eastern Europe e Caucasus Edition. Samadov è apparso regolarmente come commentatore politico su Radio Liberty, BBC News, Nastojaščee Vremja e Dožd' in Russia e ČT24 nella Repubblica Ceca.
È stato arrestato dai Servizi di sicurezza di stato (SSS) dell'Azerbaigian con l'accusa di tradimento secondo l'articolo 247 del codice penale. Il suo arresto è stato molto criticato da organizzazioni locali e internazionali. Il portavoce per gli affari esteri della Commissione Europea ha espresso preoccupazione per la detenzione di Samadov, che è dottorando presso l'Università Carolina di Praga.